# Reuzenhaai
De reuzenhaai (Cetorhinus maximus) is de op een na grootste levende vis, na de walvishaai. Deze haai behoort tot de familie Cetorhinidae, die maar uit één geslacht Cetorhinus en één soort Cetorhinus maximus bestaat. De familie behoort tot de orde van de makreelhaaien (Lamniformes).

## Beschrijving
De reuzenhaai is een kosmopoliet. Reuzenhaaien leven in alle wereldzeeën met een gematigd klimaat. In de Fundybaai (Canada) werd in 1851 een exemplaar van 12,27 meter gevangen, het dier woog ruim 19 ton. De gemiddelde lengte van een reuzenhaai ligt tussen de 6 en 8 meter, met een maximum van 9,8 meter en een gewicht van 4 ton. De reuzenhaai zeeft met zijn kieuwzeven plankton uit het water.
De reuzenhaai is regionaal endotherm, waarbij sommige delen van zijn lichaam een geregelde temperatuur hebben. De reuzenhaai is zodoende niet koudbloedig.

## Waarnemingen
De reuzenhaai komt voor in de Noordzee, hoewel slechts sporadisch langs de Belgische en Nederlandse kust. Alleen in de zomermaanden worden soms jonge exemplaren waargenomen. Op 30 november 2009 spoelde op het strand van Ameland een kadaver aan. Op 24 juli 2012 werd een jonge reuzenhaai gespot aan de kust van De Panne. Op 17 januari 2014 werd er een waargenomen aan de Zeeuwse kust bij Westkapelle. De haai werd door getuigen rond de zeven meter geschat. Op 30 oktober 2014 werd op het zuidwestelijk punt van de Oosthinder een reuzenhaai van zo’n 3 à 4 meter waargenomen. Op 29 oktober 2016 is een exemplaar aangespoeld aan de kust van De Panne. De haai mat 3–4 meter en woog naar schatting enkele honderden kilo's. Het dier werd levend terug in het water gebracht waar het in ondiep water rondjes bleef zwemmen, maar de dag erna stierf het.
In december 2022 is ter hoogte van het Nederlandse Domburg eveneens een reuzenhaai aangespoeld. Op 9 januari 2023, binnen een maand na de reuzenhaai bij Domburg, is er een nog exemplaar van ongeveer 3 meter aangespoeld in Nederland. Wederom in de provincie Zeeland werd een dode reuzenhaai in vergaande staat van ontbinding aangetroffen ter hoogte van De Schor van Baarland langs de Westerschelde.

## Status
Net als andere grote haaien is de reuzenhaai een bedreigde diersoort door een combinatie van overbevissing en de grote vraag naar haaienvlees en -organen. Hij staat als Bedreigd op de internationale Rode Lijst van de IUCN.

## Relatie tot de mens
De reuzenhaai is een planktoneter en doorgaans ongevaarlijk voor mensen. Een klap met de staart is potentieel gevaarlijk en de huid is ruw genoeg om schaafwonden te kunnen veroorzaken.